# Pachycondyla bispinosa
Pachycondyla bispinosa är en myrart som beskrevs av Smith 1858. Pachycondyla bispinosa ingår i släktet Pachycondyla och familjen myror. Inga underarter finns listade i Catalogue of Life.